# Der Internationale Frühschoppen

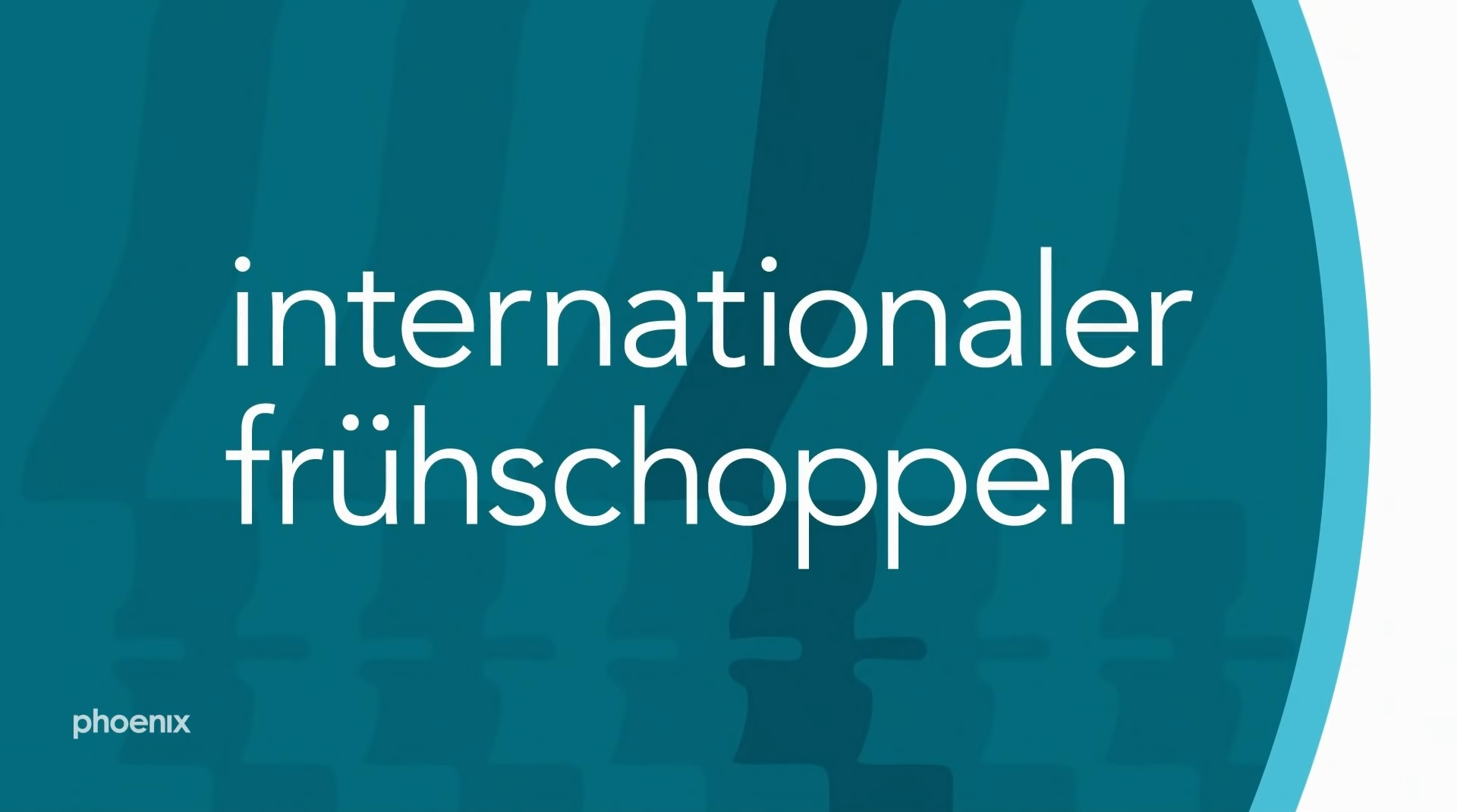

Der Internationale Frühschoppen was een Duitse politieke talkshow.
Het programma begon in januari 1952 als radioprogramma en werd vanaf augustus 1953 tot december 1987 elke zondagmorgen vanuit de WDR-studio te Keulen op de Duitse televisiezender ARD (Duitsland 1) uitgezonden. Het was met ruim 1.870 afleveringen een veel bekeken politieke talkshow die onder leiding stond van de Duitse journalist Werner Höfer.
Höfer besprak in de uitzendingen actuele landelijke en internationale politieke thema's, meestal met vijf in Duitsland geaccrediteerde buitenlandse en één Duitse journalist. Kenmerkend waren het schenken van Apfelwein (cider), waaraan het programma zijn naam (Frühschoppen) ontleent en de veelvuldig rokende journalisten achter de half gebogen tafel van dit politieke praatprogramma.
In 1987 kwam Höfer in opspraak doordat hij volgens het Duitse weekblad Der Spiegel in 1943 de executie in datzelfde jaar had gerechtvaardigd van Karlrobert Kreiten, een Duitse meesterpianist, die Nederlands staatsburger was. Kreiten had zich kritisch uitgelaten over het nationaalsocialisme en beschouwde de door de Nazi's ontketende oorlog als verloren. De onthulling van Der Spiegel betekende het einde van Höfers wekelijkse talkshow.
In Duitsland geaccrediteerde Nederlandse journalisten die regelmatig in Höfers praatprogramma te gast waren, waren o.a. Bert Stoop (Het Vrije Volk), Johan van Minnen (VARA), Frans Wennekes (Zuid-Oost-Pers/Dagblad De Gelderlander Nijmegen Audet).